# Asplundia microphylla
Asplundia microphylla är en enhjärtbladig växtart som först beskrevs av Oerst., och fick sitt nu gällande namn av Gunnar Wilhelm Harling. Asplundia microphylla ingår i släktet Asplundia och familjen Cyclanthaceae. Inga underarter finns listade.